# Synete strix
Synete strix är en fjärilsart som beskrevs av Sergius G. Kiriakoff 1968. Synete strix ingår i släktet Synete och familjen tandspinnare. Inga underarter finns listade i Catalogue of Life.